# Téphrikè

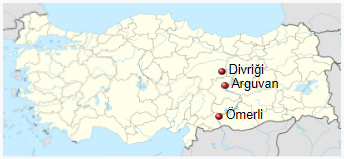
Carte représentant les principales villes de l'état paulicien de Téphrikè.

Téphrikè (en grec byzantin: Τεφρική) est une forteresse byzantine située dans les montagnes du nord-ouest de la Cappadoce. La ville actuelle est connue sous le nom de Divriği, située dans la province de Sivas, en Turquie.

## Histoire
La forteresse est issue de la volonté du chef paulicien Karbéas, vers 850, de s'affranchir de la tutelle de l'émir de Mélitène, tout en restant en dehors des limites du territoire impérial byzantin., Sous son successeur, Chrysocheir, Téphrikè devient la capitale de l'état militaire des Pauliciens. Pierre de Sicile s'y rend en 870 en tant qu'ambassadeur afin de négocier, en vain, un échange de prisonniers : son récit est la principale source d'informations sur la principauté paulicienne. À la suite d'une première tentative infructueuse en 871, Basile Ier s'empare définitivement de la forteresse en 878, ce qui entraîne l'anéantissement de l'état paulicien.
Renommée « Léontokomè », d'après le nom de l'empereur Léon VI le Sage, la ville devient le siège d'une cleisourie, puis d'un thème vers 940.
En 1019, elle est cédée au fils de Senecherim Arçrouni du Vaspourakan en échange de ses terres.
En 1068, l'empereur Romain IV Diogène y mène une campagne contre les Turcs seldjoukides dans les environs. À la suite de la bataille de Manzikert, en 1071, la ville tombe aux mains des Turcs.